# Ängskavle
Ängskavle, Alopecurus pratensis L., även kallad tåtel, är ett flerårigt gräs. Kallades tidigare även råggräs. 

## Beskrivning
Ängskavle är ett slankt meterhögt gräs som växer i tuvor med styva upprättstående strån från en kort jordstam.

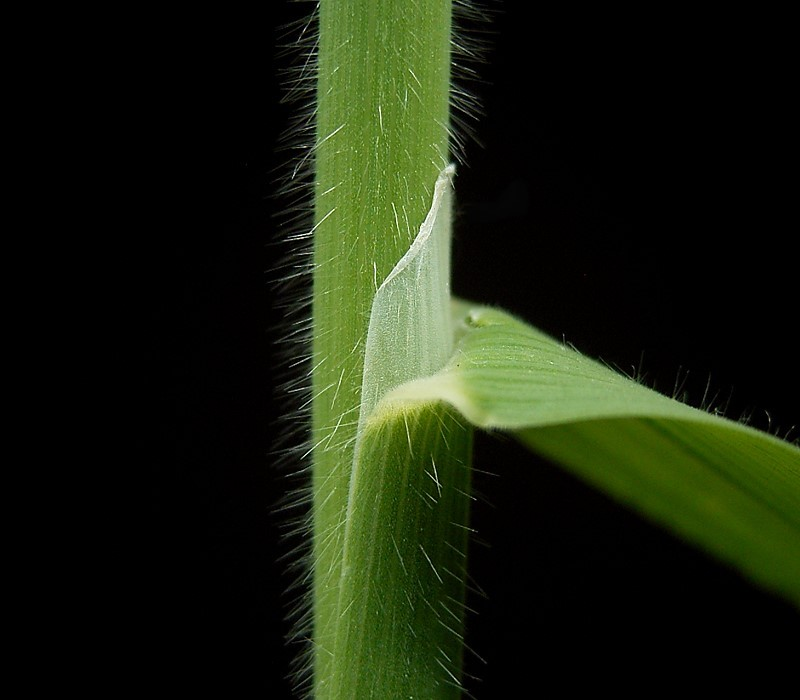
Snärp.

Bladen är omkring 50 millimeter breda och hårlösa. De har ett kort snärp.
Ängskavle blommar maj–juni med en axlik, grågrön vippa.
Den blir 50–100 millimeter lång och är mjuk och böjlig.
Till skillnad från den böjliga huvudvippan är småaxen är styva och håriga. Dess skärmfjäll har parallella eller inåtböjda spetsar. Ytteragnet är försett med ett långt borst.
Ståndarknapparna är långsmala och gulbruna.
Larver till flera fjärilarter, exempelvis Thymelicus lineola, svenskt namn mindre tåtelsmygare, kan äta på ängskavleblad. Notabelt är att tåtel är ett alternativt namn på änsgkavle.
Kromosomtal 2n = 28.

## Underarter
- Huvudunderarten vanlig ängskavle, Alopecurus subsp. pratensis
- Fjällkavle, Alopecurus subsp. alpestris (Wahlenb.) Selander, som är mera lågväxt, med en kortare och tätare vippa, samt mörkare och mindre småax än hos vanlig ängskavle.

## Förväxlingsarter
- Svartkavle, Alopecurus arundinaceus, som utmärks av grågröna blad, uppsvälld översta bladslida, samt utböjda spetsar på skärmfjällen.
- Timotej, Phleum pratense, som utmärks genom att skärmfjällen har kort udd och saknar utskjutande borst.

Dessa arter hybridiserar också med varandra.

## Habitat
Allmän i större delen av Europa och vidare österut till ungefär Uralbergen. Finns dessutom i ett stort område ännu längre österut, i en del av Sibirien med tempererat klimat.
Finns som introducerad art i Australien.
I Norge upp till 900 m ö h.
I Sverige är ängskavle ett av de allra vanligaste gräsen och förekommer i hela landet.

### Utbredningskartor
- Norden
- Norra halvklotet 
  - Ej ursprunglig i Nordamerika

## Biotop
Alla slags kulturmarker, ängar, längs stränder och diken.
Föredrar fuktig näringsrik mark med pH omkring 7.
Skyr torra växtplatser och vattensjuka platser.

## Etymologi
- Släktets namn kommer av latin alopex = räv och oura = svans och betyder sålunda rävsvans, vilket syftar på vippans form.
- Artepitetet härleds från latin pratum = äng och syftar på växtplatsen.

Släktnamnet har motsvarigheter i växtens traditionella namn på många främmande språk:
| Namn                    | Språk    | Förklaring                                   |
| ----------------------- | -------- | -------------------------------------------- |
|                         |          |                                              |
| Engreverumpe            | Norska   | Rumpe = svans                                |
| Eng-Rævehale            | Danska   | Hale = svans                                 |
| Meadow Foxtail          | Engelska | Meadow = äng, Foxtail = rävsnans             |
| Wiesen-Fuchsschwanzgras | Tyska    | Wiese = äng, Fuchsschwanzgras = rävsvansgräs |

## Användning
Odlas som vallväxt.

## Bilder

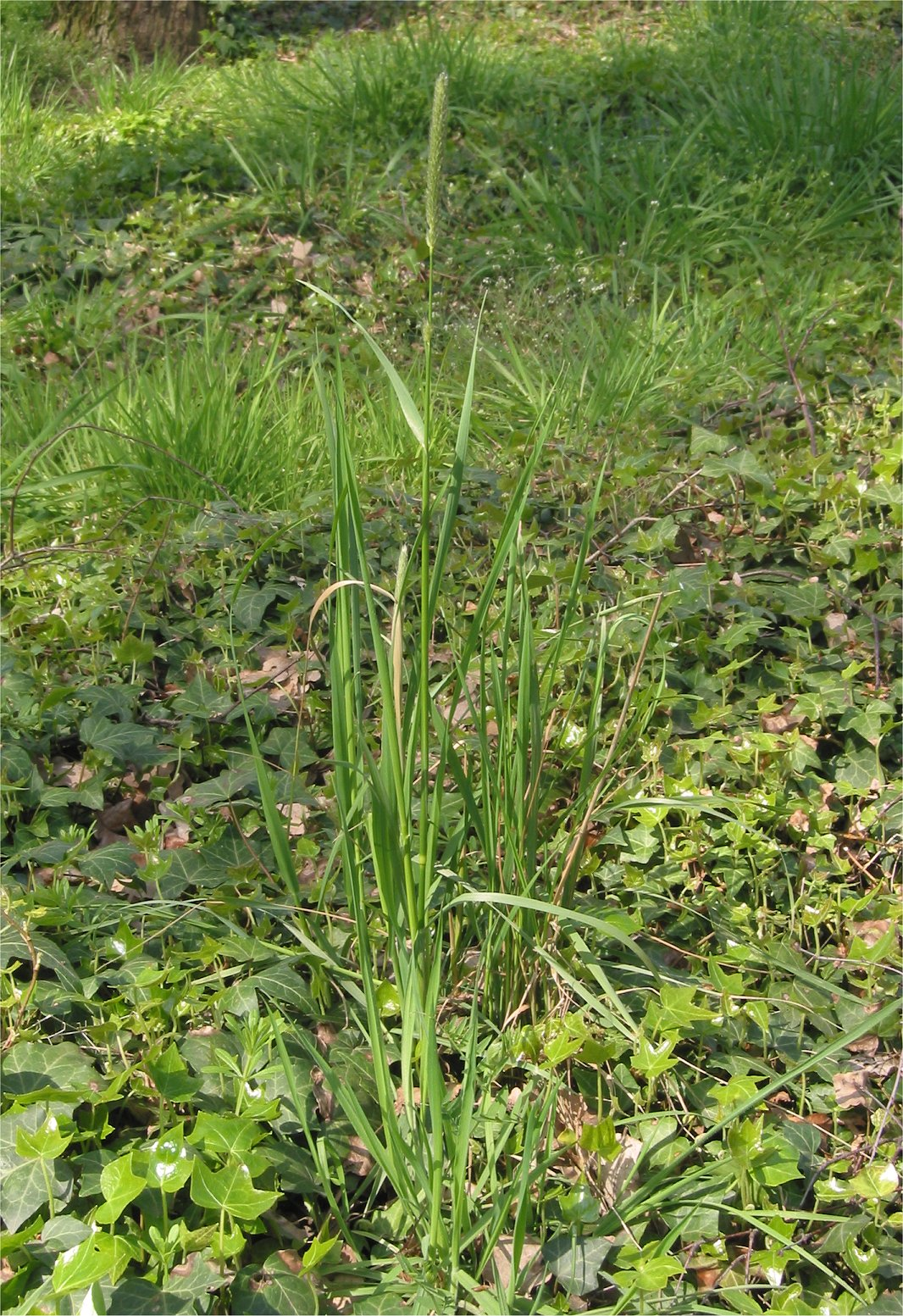
Habitat.
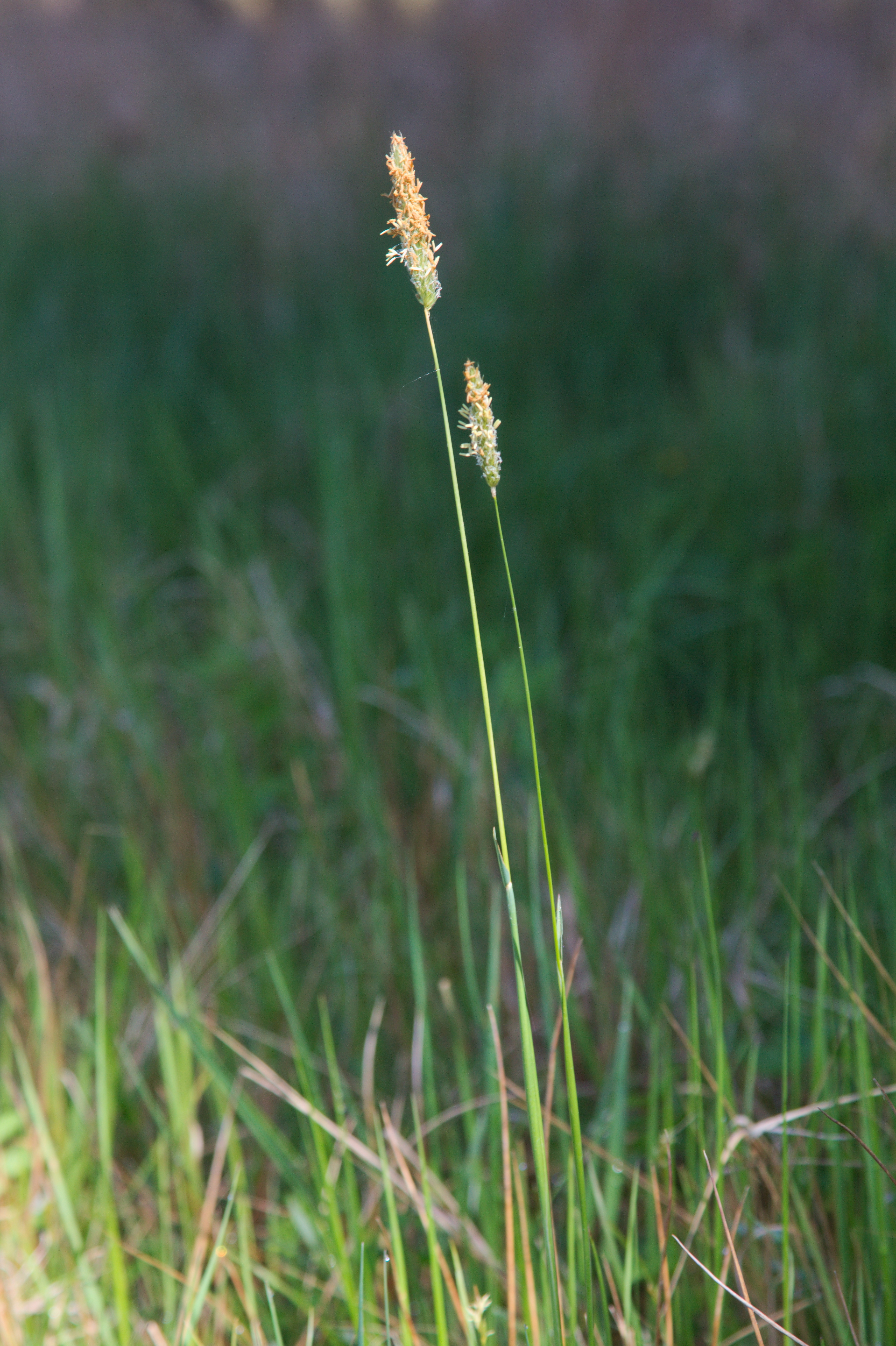
Långt, styvt strå.
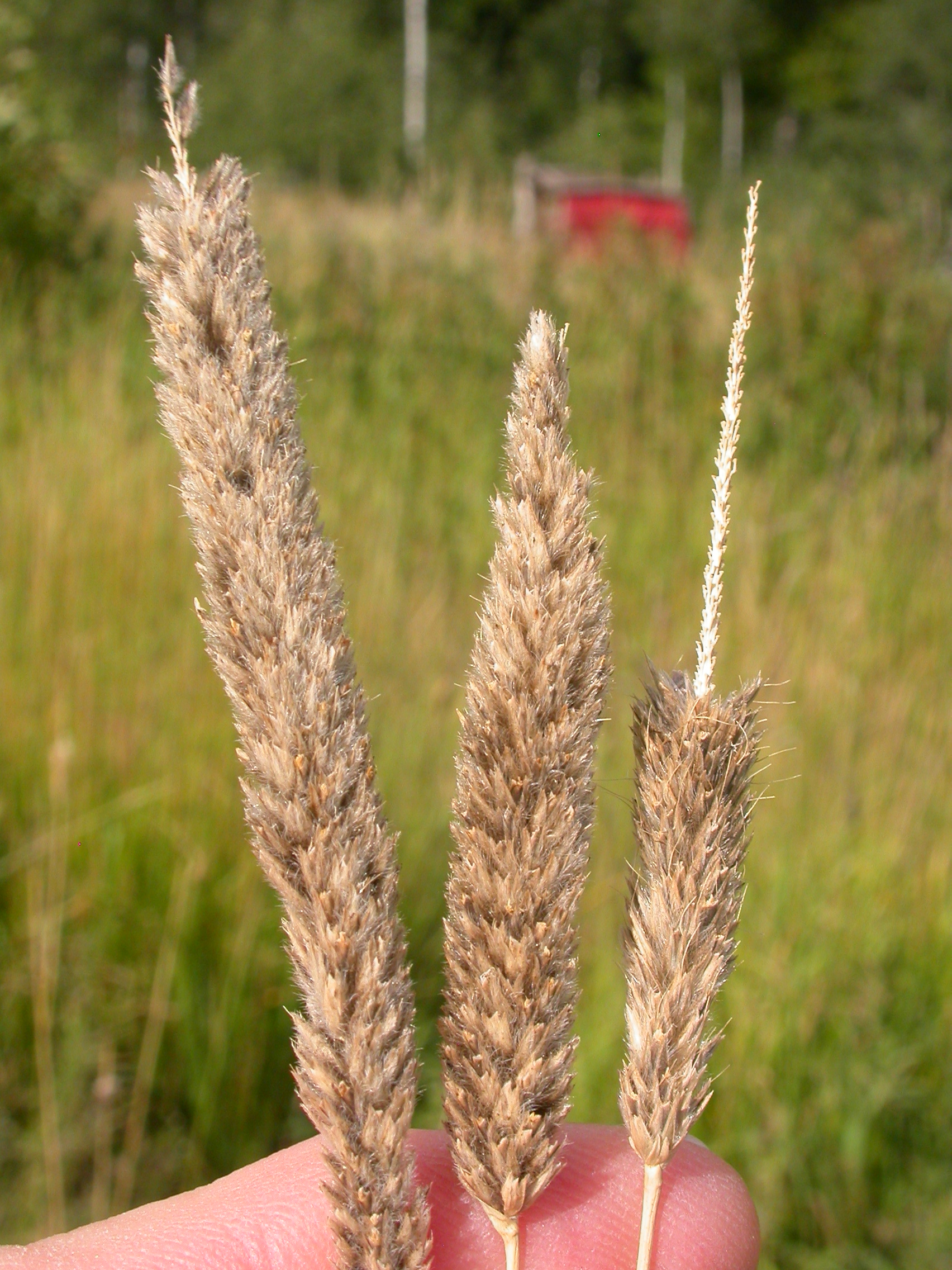
Vippan sitter på en förlängning av strået.
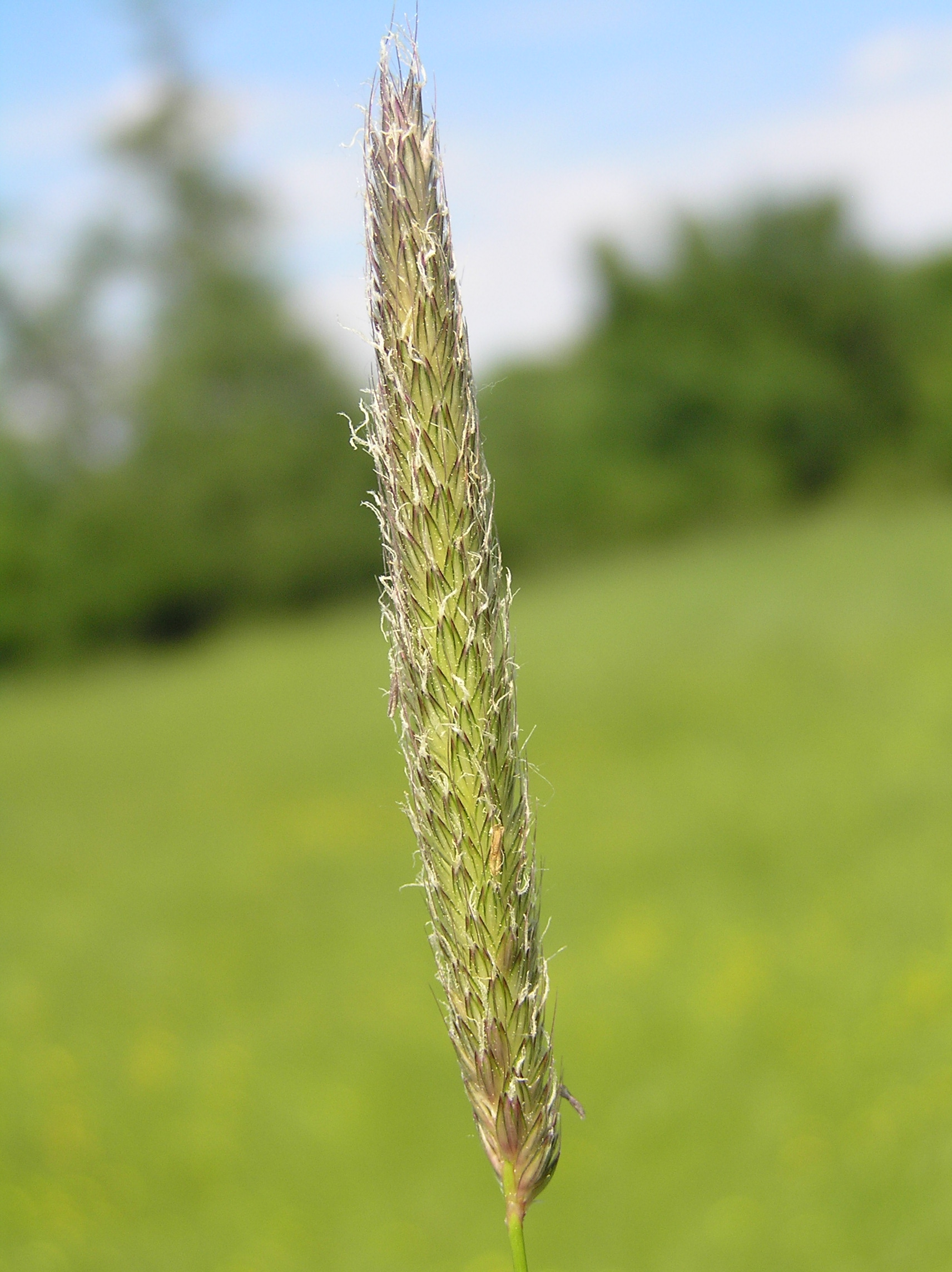
I början av blomningstiden.
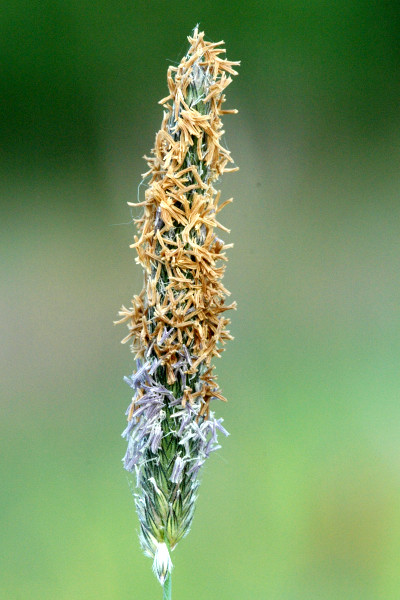
Blommor.
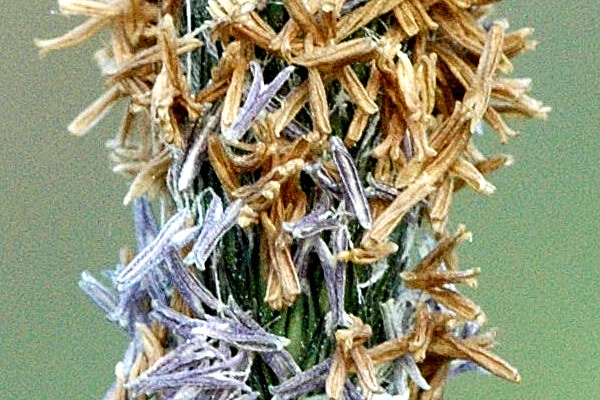
Blommor.
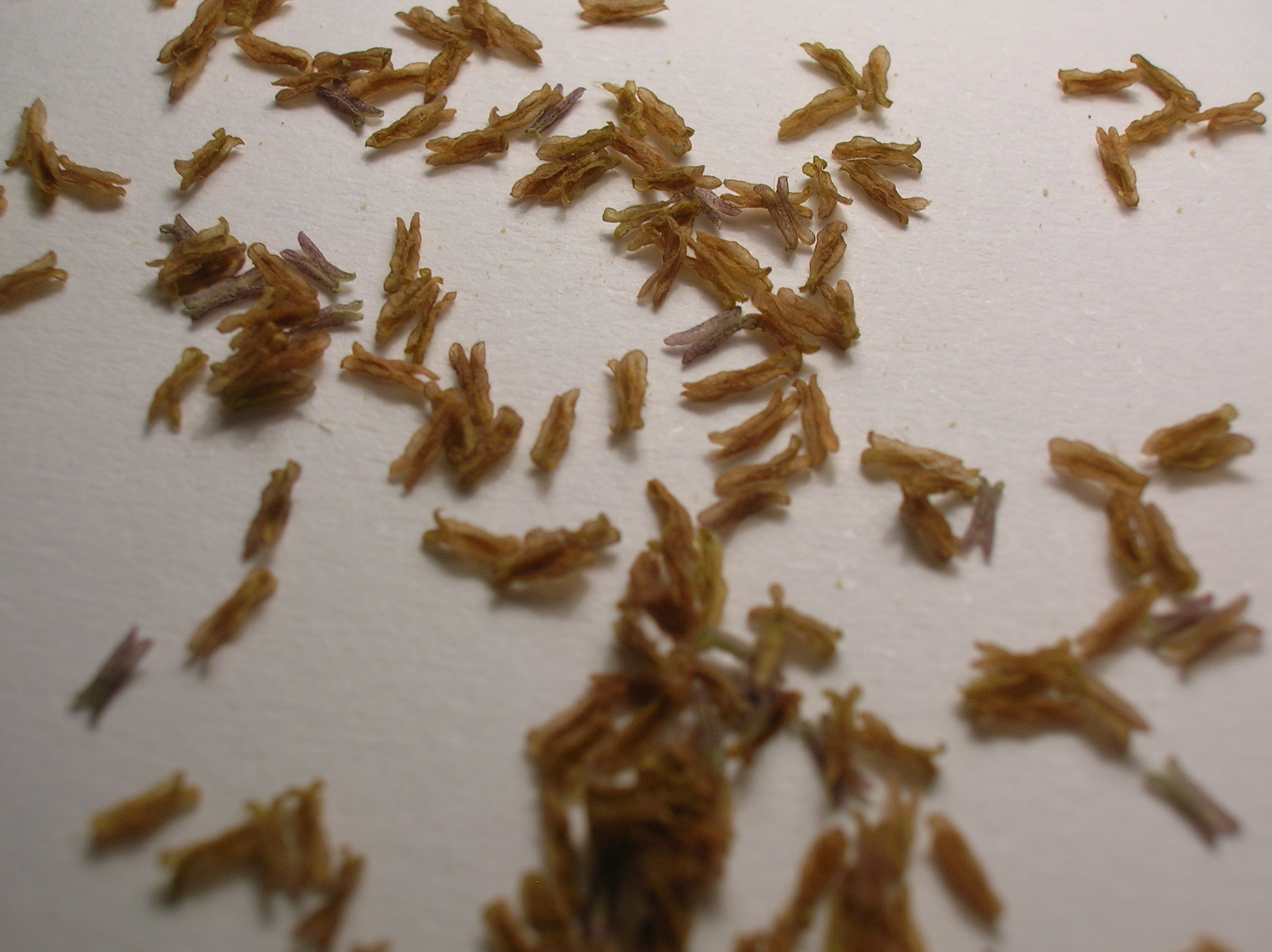
Agnar.
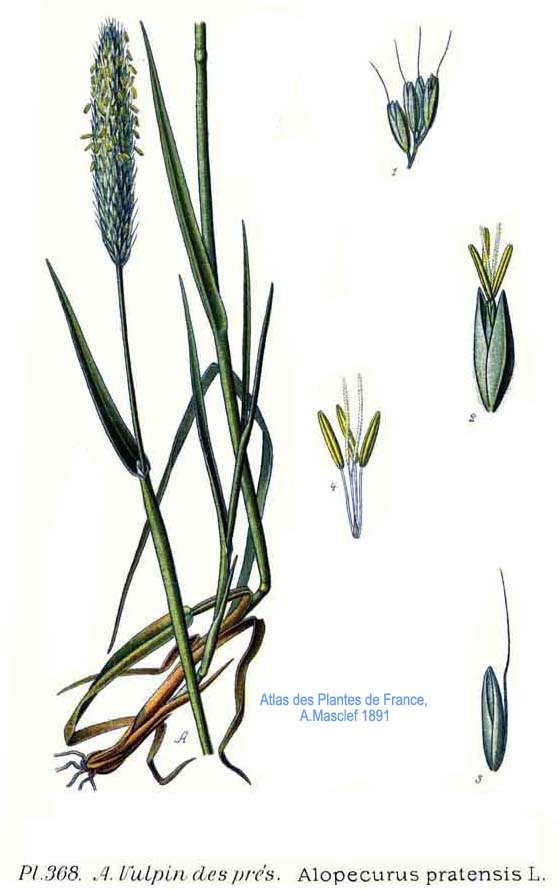
Från Amédée Masclef: Atlas des plantes de France, 1891.